# Shunling-Mausoleum (Yang Shi)
Das Shunling-Mausoleum (chinesisch 顺陵, Pinyin Shùnlíng) ist das Grab von Yang Shi, der Mutter der Kaiserin Wu Zetian (武则天; 624–705) in Xianyang in der chinesischen Provinz Shaanxi. Die Steinfiguren von Menschen und Tieren – insbesondere seine Löwen – sind berühmt.
Das Shunling-Mausoleum steht seit 1961 auf der Liste der Denkmäler der Volksrepublik China (1-172).